# Cristo Caindo a Caminho do Calvário (Rafael)
Cristo Caindo no Caminho do Calvário, também conhecido como Lo Spasimo ou Il Spasimo di Sicilia, é uma pintura do pintor italiano da Alta Renascença Rafael, de c. 1514-16, atualmente no Museu do Prado em Madrid. É uma obra importante no desenvolvimento de seu estilo.
As quedas de Jesus sob o peso da Cruz - mais importante símbolo do Cristianismo -  a caminho do Calvário são representadas, principalmente, nas obras artísticas que descrevem a Via Crucis.
Jacopo Basilio encomendou esta pintura para o Mosteiro de Santa Maria dello Spasimo em Palermo, de onde deriva seu nome popular, Il Spasimo di Sicilia, que reflete o interesse de Rafael na representação de estados físicos e psicológicos extremos. O tom retórico desta obra e a composição complexa, mas clara, em torno de duas diagonais que convergem para a figura de Cristo, lembram caricaturas de tapeçaria para o Vaticano.

## Descrição
A pintura mostra o tema comum de Jesus carregando a cruz até sua crucificação, no momento em que ele caiu e sua mãe, a Virgem Maria, sofre um espasmo de agonia, o Desmaio da Virgem, ou "Lo Spasimo".
Toda a emoção da pintura está densamente amontoada em primeiro plano e o fundo é semelhante ao de um cenário com grupos distantes de pessoas e cruzes. O homem à esquerda em primeiro plano é semelhante a uma figura na pintura de Rafael O Julgamento de Salomão nas Salas de Rafael no Palácio do Vaticano, mas invertido.
Simão de Cirene levanta a cruz de Cristo momentaneamente e olha severamente para os guardas. As quatro Marias são representadas no lado direito da pintura e em ambos os lados da composição estão os guardas. O conceito e a devoção ao "espasmo" da Virgem estavam na moda, embora um tanto controversos, no catolicismo do início do século XVI, embora nesta obra a Virgem Maria só tenha caído de joelhos, não desmaiada, como muitas vezes é mostrado.